# GP CTT Correios de Portugal
De GP CTT Correios de Portugal (Portugees: Grande Prémio Internacional CTT Correios de Portugal) was een meerdaagse wielerkoers in de Portugese regio Centro. De eerste editie werd verreden in 2000 en werd gewonnen door de Spanjaard Ángel Edo. Edo zou de koers in 2002 nogmaals winnen, en is met twee eindzeges recordhouder in de koers.
Vanaf 2005 maakte de ronde onderdeel uit van de UCI Europe Tour, met een classificatie van 2.1. In 2009 werd de laatste editie verreden, vanaf 2010 is de koers samengegaan met een andere Portugese wielerronde: de Ronde van Alentejo.
Geen enkele Nederlander of Belg wist de GP CTT Correios de Portugal op zijn naam te schrijven.